# Łąki Oborskie

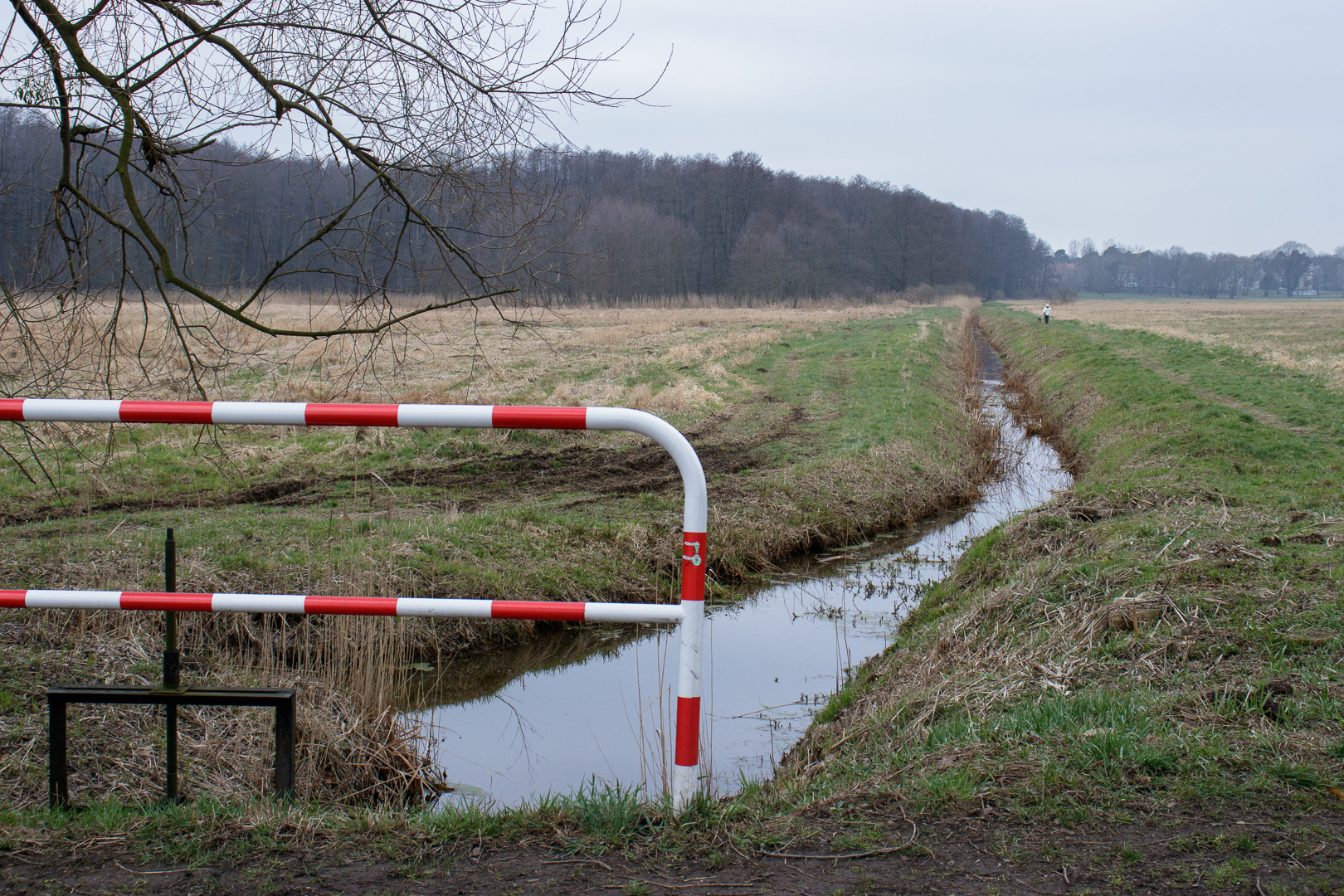
Łąki na zachód od grobli. W tle z lewej strony rezerwat przyrody Łęgi Oborskie.

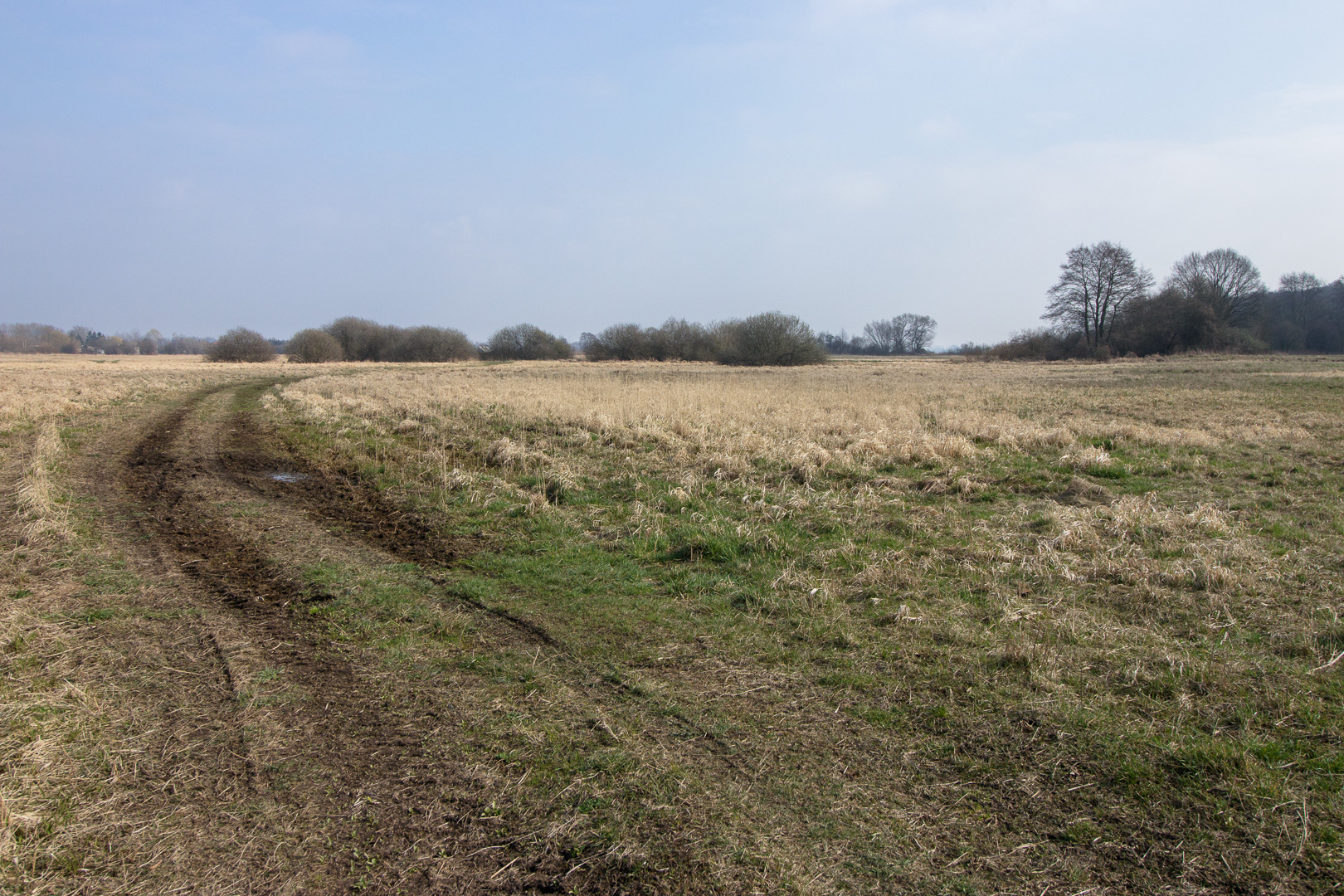
Łąki na wschód od grobli.

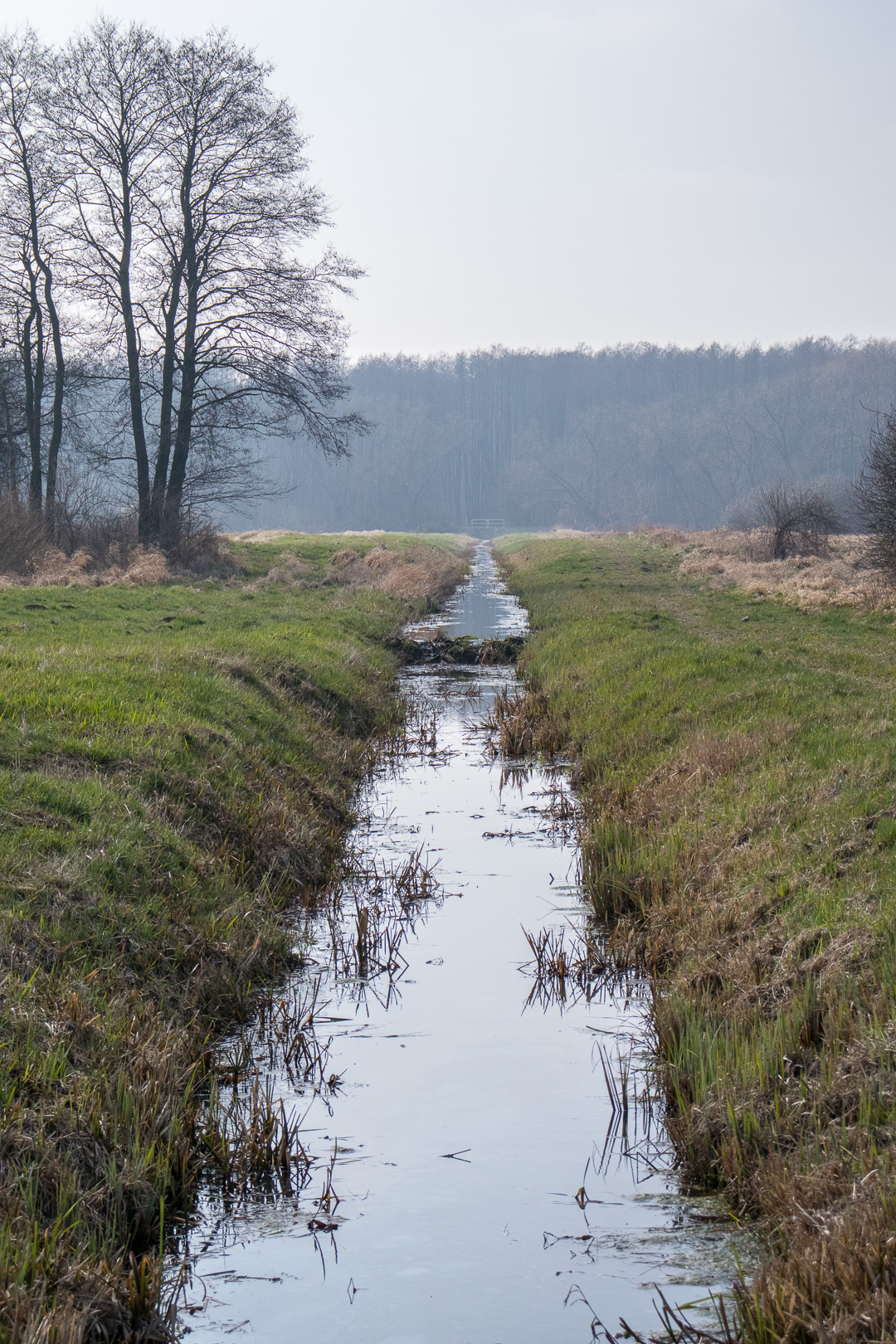
Tama bobrowa na rowie melioracyjnym na łąkach na wschód od grobli.

Łąki Oborskie – łąki położone w północnej części wsi Obory w gminie Konstancin-Jeziorna w województwie mazowieckim. Sąsiadują z uzdrowiskiem Konstancin. Teren ten znany jest również jako Pola Oborskie, chociaż nazwa ta może być używana w szerszym znaczeniu.
Łąki zlokalizowane są na dawnych terenach zalewowych Wisły. Zostały ukształtowane przez procesy rzeczne i człowieka (melioracja, użytkowanie kośne).  Dominującym gatunkiem traw jest wyczyniec łąkowy. Część zachodnia to szuwary wielkoturzycowe na wysychających, osiadających torfowiskach oraz niewielka łąka świeża, wschodnia łąki selernicowe, z rzadkimi selernicą żyłkowaną i tarczycą oszczepowatą.
Na Łąkach Oborskich gniazdują m.in. derkacz i czajka, można też spotkać inne gatunki ptaków związane z terenami podmokłymi, z ssaków występują bóbr, łoś.
Od południa sąsiadują z rezerwatem przyrody Łęgi Oborskie, z którym są powiązane, zwłaszcza hydrologicznie.

## Położenie
Łąki Oborskie są położone w północnej części wsi Obory w gminie Konstancin-Jeziorna w powiecie piaseczyńskim w województwie mazowieckim. Oddalone są o około 3 km od południowej granicy Warszawy.
Od zachodu i północy sąsiadują z uzdrowiskiem Konstancin, od południa graniczą z rezerwatem przyrody Łęgi Oborskie, na wschodzie zbliżają się do Kanału Habdzińskiego (ale nie dochodzą do samego brzegu). Północno-wschodnia granica łąk biegnie krawędzią drogi wojewódzkiej nr 721 do Habdzina (Aleja Wojska Polskiego).

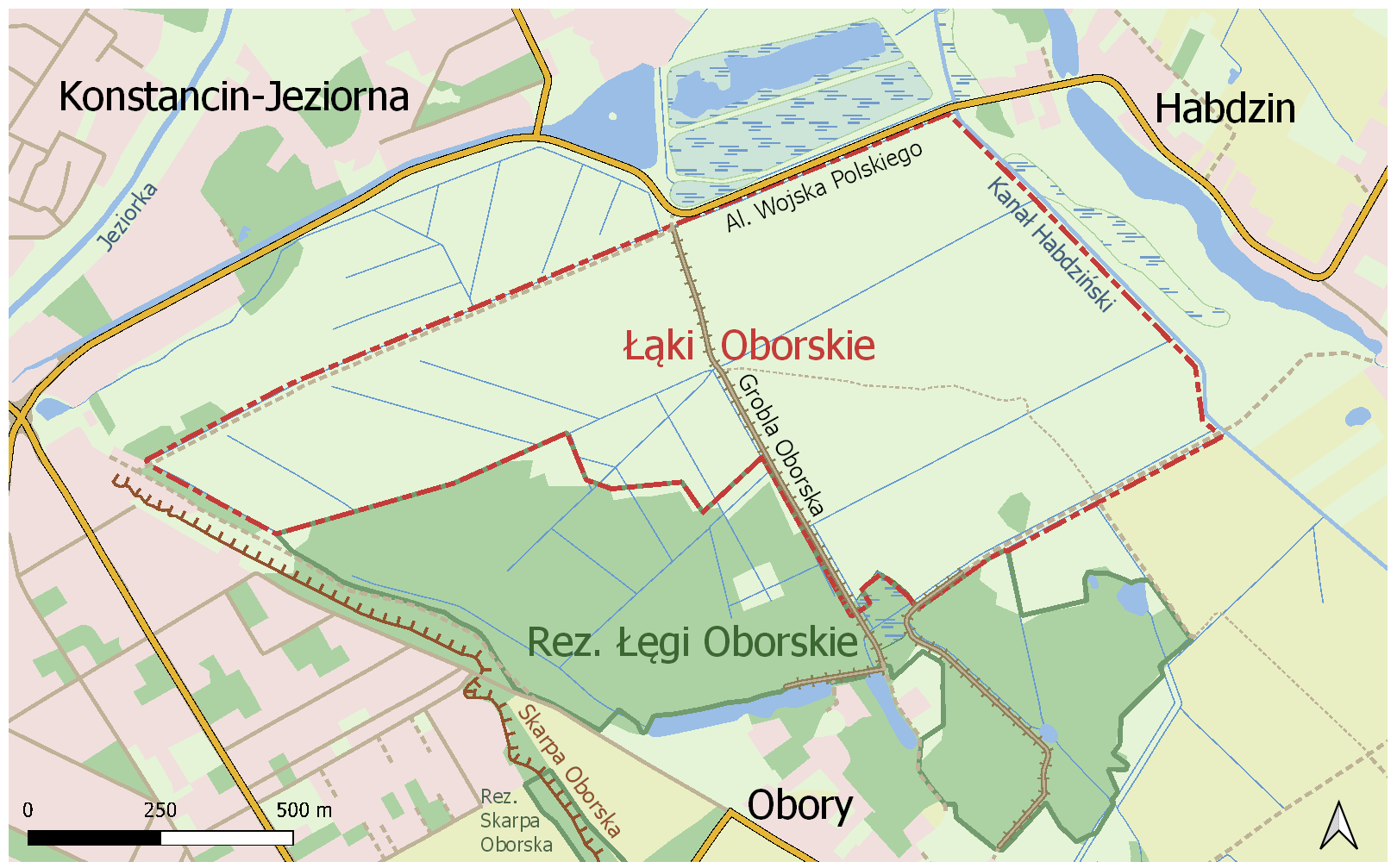
Łąki Oborskie - schematyczna mapka.

Obszar objęty opracowaniem „Raport z badań ekohydrologicznych Łąk Oborskich” z 2023 roku przeprowadzonych na zlecenie gminy Konstancin-Jeziorna przez Centrum Ochrony Mokradeł z Warszawy ma powierzchnię 89,32 ha. Według załączonej mapki obejmuje działki obrębu Obory 1/6 oraz 6/1 (razem z leżącą w jej obrębie działką 1/5) wraz z oddzielającą je prawie całą działką 5 (Grobla Oborska) oraz fragmentem działki 7 (droga gminna), przylegającym od południa do działki 6/1.
Dość podobny obszar obejmuje również Miejscowy Plan Zagospodarowania Przestrzennego (MPZP) z 2002 roku. Tutaj teren ten nosi nazwę „Pola Oborskie”. Nie zawiera on działki nr 7. Z kolei obserwatorzy ptaków stosują termin „Pola Oborskie” często w szerokim znaczeniu - w odniesieniu do terenów otwartych w rejonie wsi Obory sięgających aż po Gassy, czyli również pól uprawnych.
Łąki Oborskie położone są w strefie B ochrony uzdrowiskowej.

## Hydrologia
Łąki Oborskie położone są w obrębie pradoliny Wisły, na wyższym tarasie zalewowym, w który rzeka wcięła się w holocenie. Ich budowa została pierwotnie ukształtowana przez procesy rzeczne, a zwłaszcza wezbrania Wisły. W ich wyniku w południowo-zachodniej części tego obszaru powstały torfowiska i mułowisko. Po wybudowaniu wałów przeciwpowodziowych i sieci rowów melioracyjnych rozpoczął się proces murszenia (odwadniania i mineralizacji) torfu, na części torfowiska i na terenach zalewowych powstały łąki.
Współczesna sieć hydrograficzna (wodna) Łąk Oborskich ma charakter sztuczny. Pierwsze prace melioracyjne prowadzono tutaj prawdopodobnie już w XVII-XVIII w., jednak na ogromną skalę dopiero po II wojnie światowej.
Łąki Oborskie leżą w zlewni Wilanówki - lewego dopływu Wisły. Główne rowy melioracyjne (R1-R4) odprowadzają wodę do wspomnianego wcześniej Kanału Habdzińskiego, płynącego na północ wzdłuż wschodniej krawędzi łąk. Ciek ten po ich minięciu przepływa dalej syfonem pod Jeziorką i od tego miejsca nosi nazwę Wilanówka.
Środek łąk między Konstancinem a Oborami przecina grobla, zwana często Groblą Oborską.
W pobliżu łąk na północy  znajdują się niewielkie zbiorniki wodne i przepływa Jeziorka. Najmniejsza odległość do Wisły wynosi około 3,2 km.
Łąki Oborskie są powiązane ekohydrologicznie z przyległym od południa rezerwatem przyrody Łęgi Oborskie i jego przyszłość zależy od warunków wodnych na łąkach. Z tego powodu eksperci zalecają m.in. podpiętrzenie rowów melioracyjnych w sąsiadującej z rezerwatem, zachodniej części łąk poprzez budowę przetamowań i zabezpieczenie tam bobrowych oraz zaniechanie prac utrzymaniowych. Natomiast w koszonej, wschodniej części łąk postulują utrzymanie korzystnego tutaj z punktu widzenia ochrony przyrody ekstensywnego użytkowania i budowę zastawek na rowach, zmniejszających tylko ich funkcje drenujące.

## Przyroda

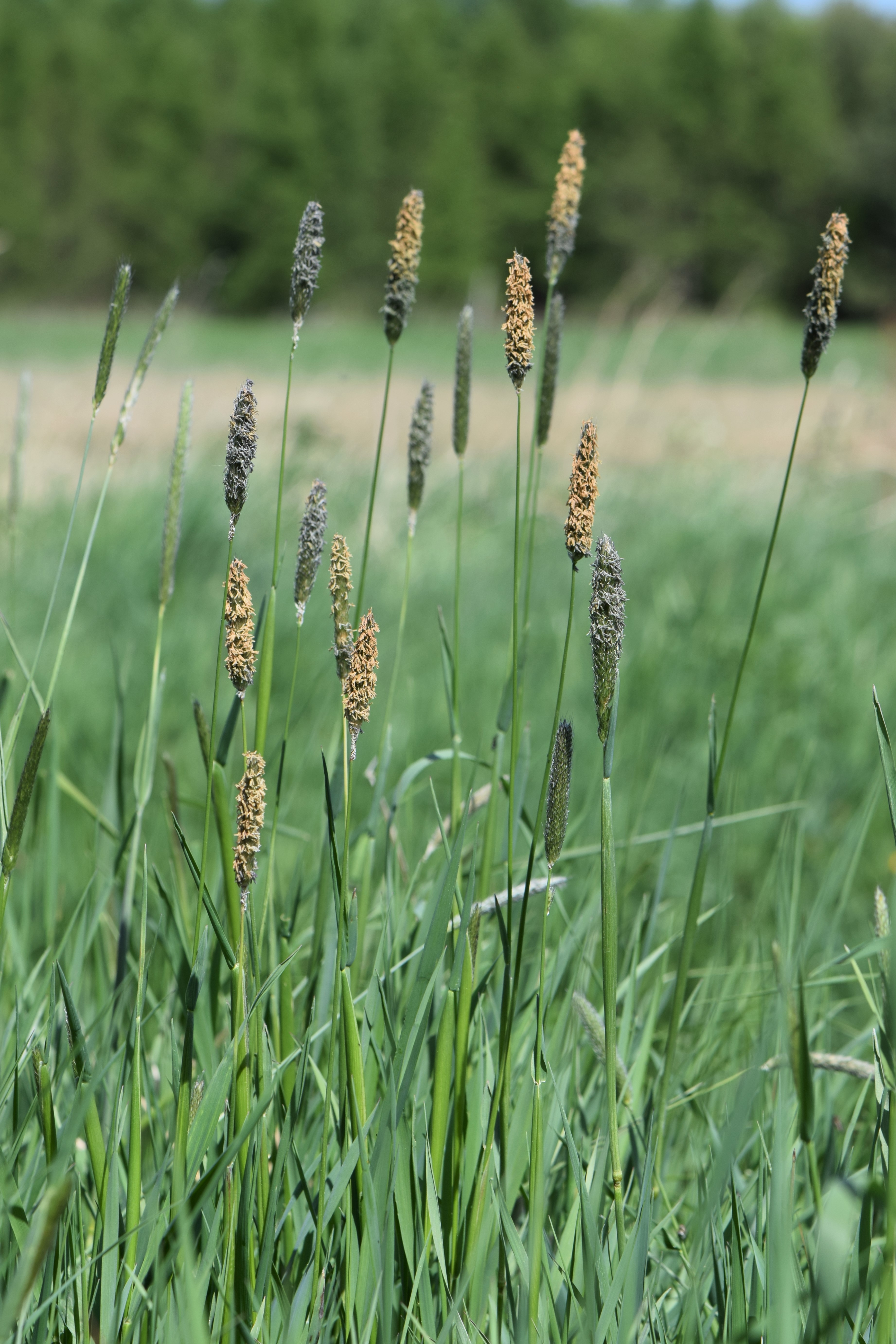
Wyczyniec łąkowy

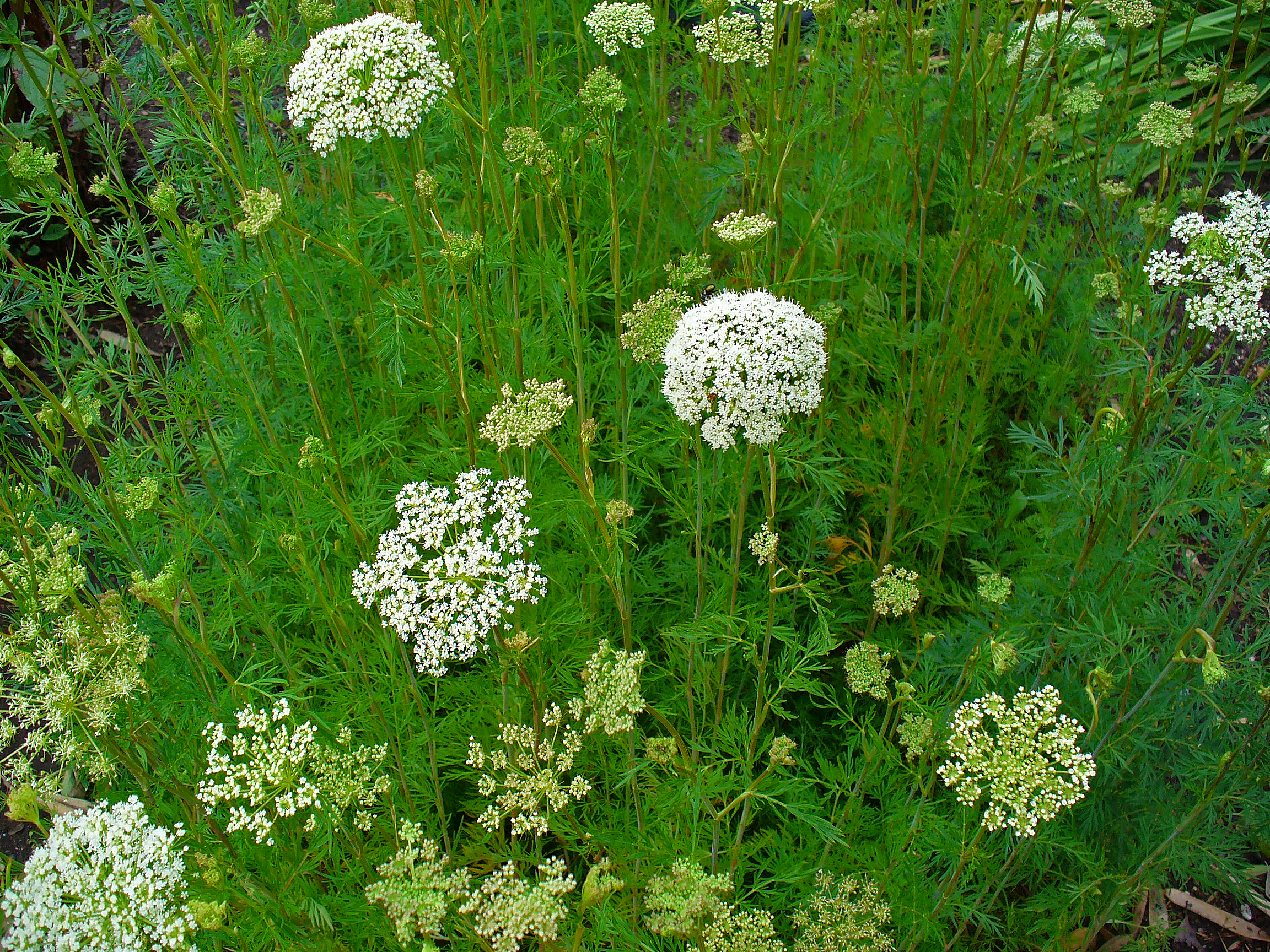
Selernica żyłkowana

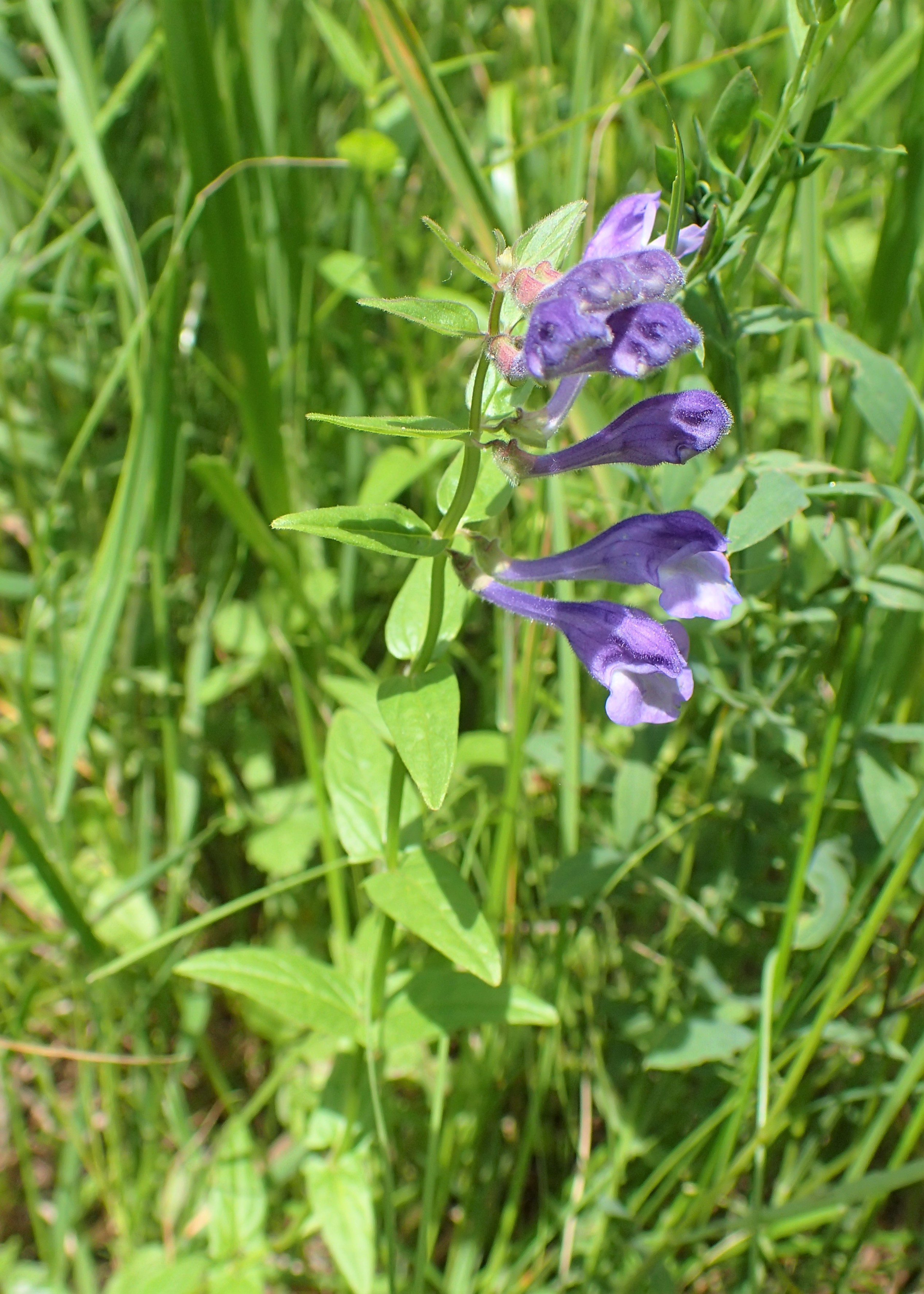
Tarczyca oszczepowata

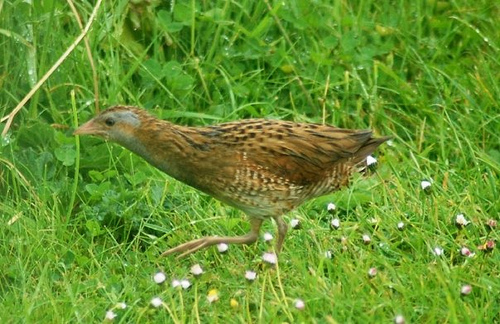
Derkacz

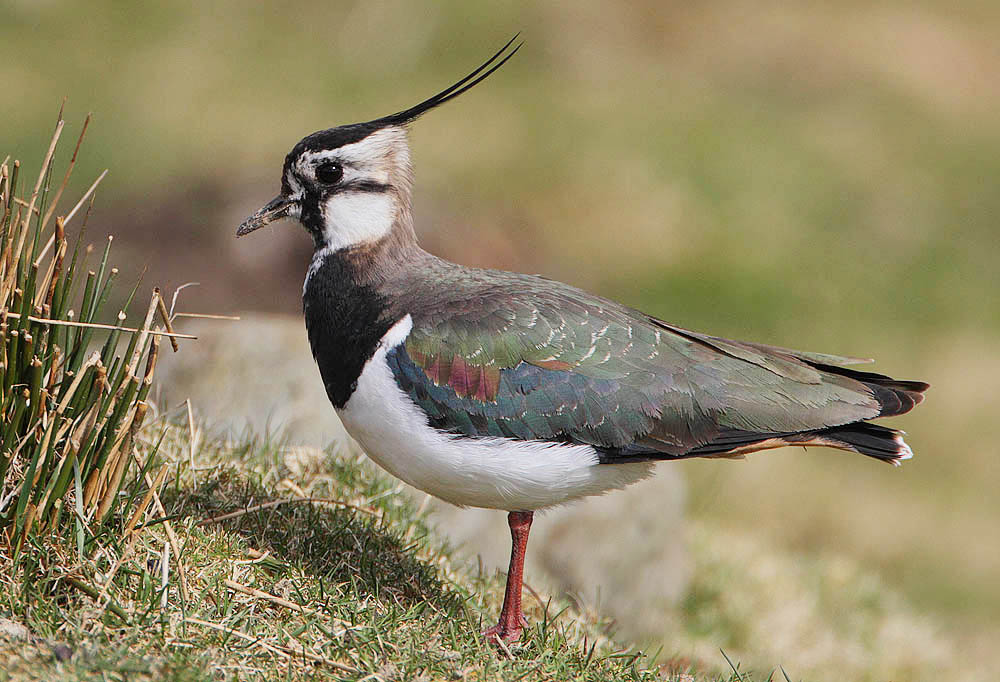
Czajka

Łąki Oborskie oraz przyległy rezerwat przyrody Łęgi Oborskie to powiązane z sobą, zwłaszcza hydrologicznie, cenne przyrodniczo i krajobrazowo tereny, będące pozostałością systemu zalewowego Wisły. Łąki położone na zachód od Grobli Oborskiej to osuszone torfowiska. Miąższość torfu dochodzi tam nawet do 3,8 m. Znajduje się on pod warstwą namułów i osadów mineralnych Wisły i stale osiada.

### Flora
Zbiorowiska roślinne Łąk Oborskich są silnie przekształcone przez człowieka, a ich skład gatunkowy jest charakterystyczny dla gleb wilgotnych i mokrych. Wykazuje również oznaki przesuszenia i eutrofizacji terenu. Roślinność charakteryzuje się znacznym udziałem wysokich, silnie konkurencyjnych traw i turzyc. Wśród nich najbardziej dominującym gatunkiem jest wyczyniec łąkowy, co nawiązuje do silnie użytkowanych łąk zalewowych dolin dużych rzek. Na Łąkach Oborskich występują następujące sieliska roślinne:
- szuwary wielkoturzycowe, związek Magnocaricion
Turzycowiska pokrywają zachodnia część łąk, która jest podtapianą równiną torfową. Rośnie tutaj turzyca zaostrzona oraz inne gatunki turzyc i traw[2].
- ekstensywnie użytkowane łąki grądowe dwu i wielokośne, zw. Arrhenatherion elatioris, odpowiadające siedlisku „świeże łąki użytkowane ekstensywnie (6510)” z wykazu chronionych w Unii Europejskiej siedlisk przyrodniczych o znaczeniu wspólnotowym
Ekstensywnie użytkowana łąka świeża wykształciła się na niewielkim wyniesieniu mineralnym na północny zachód od grobli. Dominują tutaj rajgras wyniosły, wiechlina łąkowa i kostrzewa czerwona[2].
- łąki selernicowe, zw. Cnidion dubii, odpowiadające siedlisku 6440 z wykazu z wykazu chronionych w Unii Europejskiej siedlisk przyrodniczych o znaczeniu wspólnotowym
Łąka selernicowa pokrywa zachodnią, największą część terenu. Takie siedliska powstają zwykle w wyniku równoczesnych zmian wilgotności (zwłaszcza okresowych zalewów) i użytkowania kośnego. Charakterystycznymi gatunkami są tutaj selernica żyłkowana i tarczyca oszczepowata - rzadkie u nas gatunki roślin, związane z dolinami dużych rzek. Najbardziej dominującym gatunkiem traw jest wspomniany wcześniej wyczyniec łąkowy[2].

### Fauna
Na Łąkach Oborskich gniazdują m.in. derkacz, czajka, zimorodek. Można też spotkać, szczególnie podczas migracji, inne gatunki związane z terenami podmokłymi, takie jak na przykład żuraw, batalion, kwokacz, czapla biała, bocian biały, bocian czarny, jak również trzmielojada. Był też obserwowany błotniak stepowy.
Pola Oborskie w szerokim znaczeniu (Łąki Oborskie i okoliczne pola) są znanym miejscem obserwacji ptaków. Zimą lub w czasie przelotów można spotkać tam takie gatunki jak górniczek, śnieguła, rzepołuch, siewka złota, może trafić się nawet uszatka błotna.
Na łąkach oraz w przyległym rezerwacie widoczne są ślady działalności bobrów (zgryzy, tamy), występują łoś, kuna leśna.
Wszystkie wymienione gatunki ptaków są objęte ścisłą ochroną gatunkową, niektóre wymagają ochrony czynnej, bóbr jest pod ochroną częściową. Uszatka błotna, derkacz, zimorodek, żuraw, czapla biała, bocian biały i czarny oraz trzmielojad wymienione są w załączniku I Dyrektywy Ptasiej (dyrektywy Rady 2009/147/WE z 30 listopada 2009).

## Ochrona przyrody

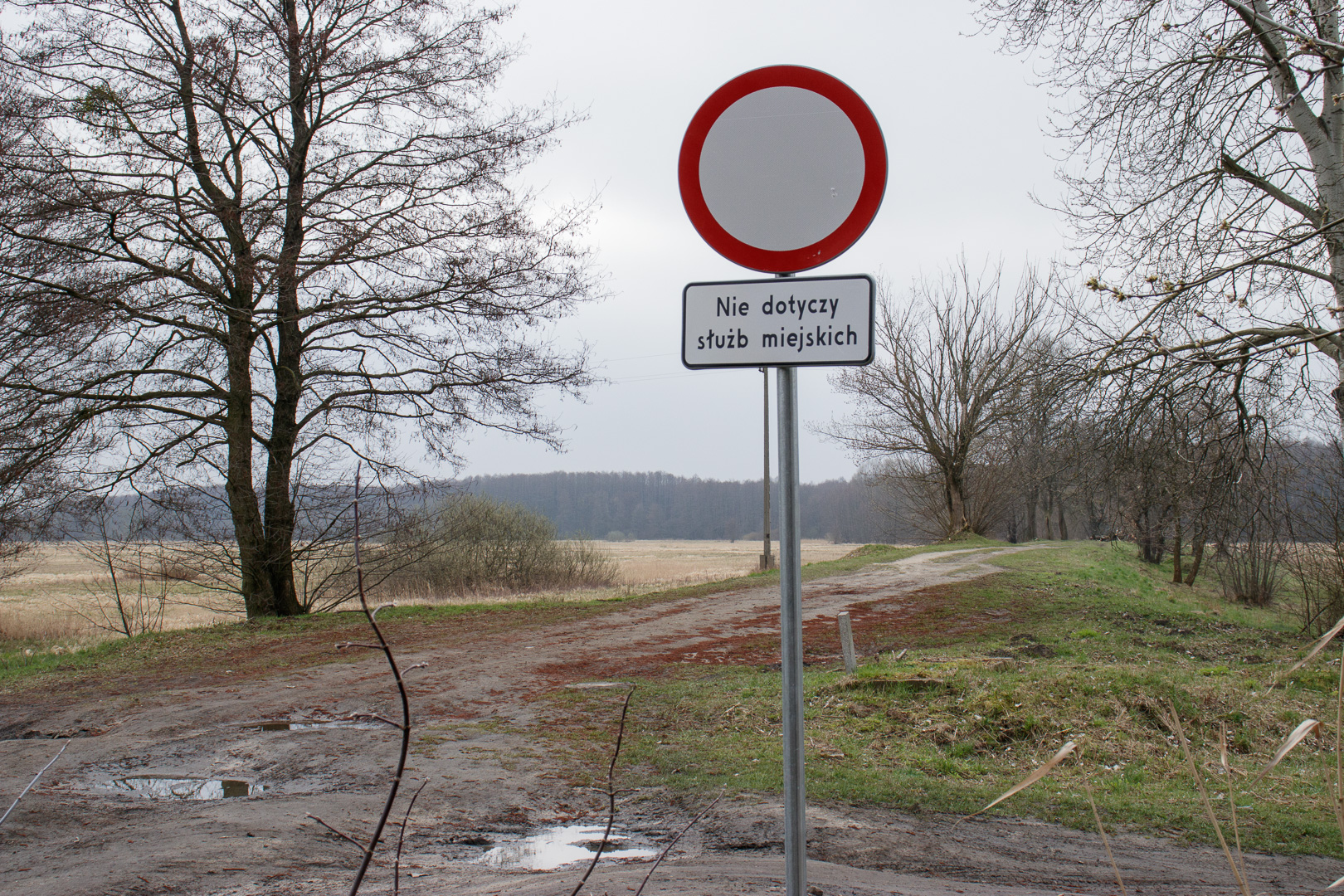
Zakaz ruchu przy wjeździe na Groblę Oborską, postawiony na początku 2024 roku.

Łąki Oborskie leżą częściowo na terenie Chojnowskiego Parku Krajobrazowego i jego otuliny oraz Warszawskiego Obszaru Chronionego Krajobrazu, od południa graniczą z rezerwatem przyrody Łęgi Oborskie.
Na terenie Łąk Oborskich proponuje się utworzenie parku przyrodniczo-kulturowego. Koncepcja ta zakłada m.in. przywrócenie powiązań ekohydrologicznych w obrębie obszaru obejmującego łąki oraz przyległy rezerwat przyrody. Działa również m.in. Komitet Społeczny – Park Przyrodniczy Obory.
Na początku 2024 roku przebiegająca przez środek łąk Grobla Oborska została zamknięta dla ruchu kołowego. Znaki zakazu ruchu zostały ustawione zarówno od strony Konstancina, jak i Obór. Przystąpiono również do zmiany dotychczasowego miejscowego planu zagospodarowania przestrzennego dla Łąk Oborskich, tak aby uniemożliwić m.in. powstanie ośrodka sportowo-rekreacyjnego z polem golfowym i osiedla.